# Dinastia Trpimirović
A Dinastia Trpimirović (em croata: Trpimirovići) foi uma dinastia croata nativa que governou o Ducado e mais tarde o Reino da Croácia, com interrupções pela Dinastia Domagojević de 845 até 1091. Foi nomeado em homenagem a Trepimir I, o primeiro membro e fundador. Os governantes mais proeminentes da Dinastia Trpimirović incluem Tomislau (primeiro rei da Croácia), Pedro Cresimiro IV e Demétrio Zvonimir. A casa deu quatro duques, treze reis e uma rainha.

## História
Desde sua fundação em meados do século IX, a casa alcançou um governo independente em algum momento posterior e foi dissolvida no final do século XI. Durante esse período, o estado teve pequenas mudanças territoriais, principalmente na Bósnia e no sul da Dalmácia, onde as guerras contra os venezianos e outros oponentes foram travadas.

## Duques e Reis da Croácia
A dinastia Trpimirović foi uma dinastia governante da Croácia do século IX ao XI. A propriedade dominante (em latim: terra regalis) da dinastia Trpimirović estava localizada na área entre Trogir e Split (hoje Kaštela, área de Solin e Klis, de onde governaram), e Split e Omiš e mais tarde em outras partes da terra. Após a morte do duque Trepimir I, o poder foi temporariamente assumido por Domagoj, um membro da suposta Dinastia Domagojević. Em 878, o filho de Trepimir I, Zdeslav, derrubou Domagoj, mas ele foi deposto por Branimiro e, por volta de 892, o irmão de Zdeslav, Muncimir, tornou-se duque, restaurando o poder da dinastia.
Os governantes da dinastia inicialmente governaram como vassalos dos francos. Eles lutaram com a República de Veneza e o Império Bizantino pelo controle da costa e, no final do século IX, alcançaram maior autonomia. Na primeira metade do século X, o primeiro rei da Croácia, Tomislau, uniu a Baixa Panônia ("Croácia da Panônia") e a Croácia Dálmata e criou o Reino da Croácia. De acordo com fontes históricas escassas e contestadas, a Croácia era um estado poderoso sob seu governo. O rei Tomislau manteve uma aliança com o papa e defendeu com sucesso a Croácia dos invasores húngaros, enquanto em nível local participou dos Concílios da Igreja de Split em 925 e 928. A luta com os bizantinos e os venezianos pelas cidades costeiras da Dalmácia continuou após sua morte.
Os sucessores de Tomislau não conseguiram manter uma realeza estável e o país foi afetado por uma crise dinástica em meados do século X. Até mesmo Pribina, o Bano Croata (vice-rei), se envolveu na disputa entre os irmãos Miroslau e Miguel Cresimiro II. Pribina ficou do lado de Miguel Cresimiro, o que resultou no assassinato do Rei Miroslau em 949. A recuperação política e social da Croácia ocorreu durante o reinado de Miguel Cresimiro II e seu filho, o rei Estêvão Dirzislau. O cronista de Split Tomas, o Arquidiácono (1200–1268) escreveu que Estêvão Dirzislau recebeu honras reais e que, desde então, os governantes croatas eram comprovadamente chamados de "Reis da Dalmácia e da Croácia".
Após a morte do rei Estêvão Dirzislau em 997, ele foi sucedido por três filhos: Esvetoslau Suronja, Cresimiro III e Goislau. Os dois irmãos mais novos se rebelaram contra Esvetoslau Suronja, o que deu início a um novo conflito dinástico que terminou com a deposição de Esvetoslau. Assim, o governo foi assumido conjuntamente por Cresimiro III e Goislau. De Esvetoslau e seus descendentes, foi criado o ramo Svetoslavić. Os descendentes de Cresimiro III faziam parte do ramo Krešimirović que continuou a governar a Croácia.
A dinastia atingiu seu auge durante o reinado do rei Pedro Cresimiro IV, que consolidou e expandiu o reino. A dinastia terminou em 1091 com a morte do sobrinho de Pedro Cresimiro IV, Estêvão II, sucessor do rei Demétrio Zvonimir, que não deixou um herdeiro homem.

## Cronologia
Conforme consta na Enciclopédia Croata, "devido à falta de fontes, algumas questões genealógicas relacionadas à dinastia não podem ser definitivamente resolvidas, nem os anos exatos do reinado podem ser determinados para a maioria dos governantes". A cronologia comum dos duques e reis da Croácia foi conceituada por Franjo Rački e Ferdo Šišić, mas embora geralmente aceita, tem várias afirmações controversas sobre a linhagem dos séculos IX e X da dinastia Trpimirović. Na sua interpretação do De Administrando Imperio (que menciona em ordem cronológica o príncipe Terpimer, pai de Krasimer, o príncipe Krasimer, pai de Miroslau, que foi morto pelo bano Pribina) os governantes, incluindo Trepimir conhecido de outras fontes como governante c.845–864, na verdade governou na primeira parte do século X e inventou Trepimir II, que não é mencionado em fontes históricas. Devido a tais discrepâncias e invenções historiográficas, foram propostas cronologias revisadas.

## Governantes

### Duques da Croácia
- Trepimir I (845–864)
- Zedeslau (878–879)
- Muncimir (892–910)
- Tomislau (910–925)

### Reis da Croácia
- Tomislau (925–928)
- Trepimir II (928–935)
- Cresimiro I (935–945)
- Miroslau (945–949)
- Miguel Cresimiro II (949–969)
- Estêvão Dirzislau (969–997)
- Esvetoslau Suronja (997–1000)
- Cresimiro II (1000–c. 1030)
- Goislau (1000–c. 1020)
- Estêvão I (c. 1030–1058)
- Pedro Cresimiro IV (1058–1074)
- Demétrio Zvonimir (1075–1089)
- Estêvão II (1089–1091)